# ノトーリアス・B.I.G. (映画)
『ノトーリアス・B.I.G.』(英語: Notorious) は、2009年のアメリカ伝記映画。
ノトーリアスBIGの生涯を描く。主演ジャマール・ウーラード。
監督ジョージ・ティルマン・ジュニア、脚本レジー・ロック・バイスウッド、チェオ・ホダリ・コーカー。追加音楽ダニー・エルフマン。撮影マイケル・グレイディ。
2009年1月16日フォックス・サーチライト・ピクチャーズが配給する形でアメリカで劇場公開された。
過激な言葉およびヌードシーンを含む性的描写、薬物使用シーンがあるため映画のMPAAでR指定を受けた。

## あらすじ
1997年3月にカリフォルニア州ロサンゼルスでパーティーが開かれた。ビギー・スモールズが側近と車に乗って信号待ちをしているところをドライブバイ射撃によって殺される。
シーンはその後ビギーの若い年に戻る。
思春期になると友人のD-ROCとリル・シーズとともにドラッグの取り引きを始める。しかし、ガールフレンドのヤンは妊娠している。最終的に、ラップバトルに参加し優勝するが、母親ウォレッタは麻薬商売を続ける彼を家から放り出す。
その後、銃とコカインの所持で警察に捕まり刑務所で9ヶ月過ごす。刑務所から出ると「マイク殺人者」というデモ・テープを録音し、アップタウン・レコードの野心的なプロデューサー「パフィー」とレコード契約する。
が、友人D-ROCとともにクスリで再びパクられる。D-ROCは、ビギーがラップのキャリアを追求できるようにするため、罪を一人でかぶることにする。「お前はおれたちの唯一の希望なんだよ。スターになってくれ」と言って。
こうして「無罪」放免になったが、母ウォレッタが乳癌を患っていることを知って落ち込む。アップタウンのボス・アンドレ・ハレルから調子に乗りすぎたという理由でクビにされたパフィーは、自身のレーベル「バッドボーイレコード」を立ち上げる。
このころラッパー/俳優2Pacとの交友が始まる。2Pacは「売れ始めのころがいちばんいいぜ。トップになったらトラブルばっかりだ」とビギーに耳打ちする。
ビギーは、最初のアルバム『死ぬ準備完了』を録音する。バッドボーイでの写真撮影で、歌手フェイス・エヴァンスと出会い、最終的に結婚する。一度フェイスはビギーの浮気現場を押さえ、ビギーと喧嘩するものちに和解した。

## キャスト
※括弧内は日本語吹替
- クリストファー・“ビギー”・ウォレス / ノトーリアス・B.I.G. - ジャマール・ウーラード（英語版）（江川央生）
  - 少年時代のビギー - クリストファー・ウォレスJr（ビギーとフェイスの息子）
- ヴォレッタ・ウォレス - アンジェラ・バセット（唐沢潤）： ビギーの母親。
- ショーン・“パフィ”・コムズ - デレク・ルーク（高木渉）
- トゥパック・シャクール - アンソニー・マッキー（竹田雅則）
- フェイス・エヴァンス - アントニーク・スミス（英語版）（深見梨加）： 妻で歌手。
- リル・シーズ（英語版） - マーク・ジョン・ジェフリーズ（英語版）： ビギーの舎弟。ジュニアMAFIAのラッパー。
- リル・キム - ナトゥーリ・ノートン（小島幸子）： ビギーの愛人で弟子でジュニアMAFIAのラッパー。ソロでも活動した。
- マークピッツ - ケヴィン・フィリップス： マネージャー。
- D-ROC - デニス・LA・ホワイト（加瀬康之）
- ウェバー - デヴィッド・コスタビル

## 製作
製作はショーン・コムズ、Volettaウォレスとウェイン・バロウとマーク・ピッツ。
2007年10月にノトーリアスBIGの役のためのオープンなキャスティングコールが始まった。
俳優、ラッパーなどが名乗りを上げ、ラッパー・ビーニー・シーゲルは、オーディションを受けた。
最終的には、ラッパー・ジャマル"グレービー"ウーラードがビギーとしてキャストされた。
その他のキャストメンバーはアンジェラ・バセットがVolettaウォレス、デレク・ルークがショーンコムズ、Antoniqueスミスがフェイス・エヴァンス、Naturiノートン（元3LW）がリル・キム、デニスLAホワイトがD-Roc、アンソニー・マッキーがトゥパック・シャクール。

## 批評家の反応
この映画の評価は賛否両論で、Rotten Tomatoesでは131件のレビューが寄せられ、うち50％が好意的なものであり、全体の平均点は10点満点中5.5点だった。
Metacriticでは31人の批評家の平均点が61点。

## 興行
2009年1月16日に公開され、米国では1638の劇場の週末収入が2400万ドル（24億円）。
2009年4月2日の時点で米国だけで3684万ドル（37億円）の収入。
国際的には621万ドル（6億円）だったので、総計43億円だった。
2009年4月21日にDVD発売。86万枚のDVDが出荷され、総収入は1950万ドル（20億円）だった。

## リル・キムの批判
「ストーリーラインを運ぶために私の誤った描写と多くの嘘があるけど、私はハードワークと音楽を通して彼の遺産を後世に伝えたい」と発言。リル・キムのシーンは裸とセクシュアリティをたくさん含んでいた。ノトーリアス・B.I.G.の母であるヴォレッタらを含む映画のプロデューサーたちは彼女のコメントを無視。

## サウンドトラック
サントラにはビギーの伝説的デモ・テープ音源二曲が搭載された。
収録曲
- 「ボーン・アゲイン（イントロ）」
- 「催眠術〜ヒプノタイズ」
- 「ゴーイン・バック・トゥー・キャリ」
- 「麻薬十戒」
- 「ベッドスタイ、ブルックリン」←デモ1
- 「自殺願望」
- 「日常闘争」
- 「それはデモだ」（A.K.A.「マイク殺人者」）←デモ2
- 「朝飯前＆マック」
- 「パーティー＆でたらめ」←ソロ・デビュー曲（あるサントラに収録され、シングル発売もされた）
- 「マシンガン・ファンク」
- 「信じられない」
- 「ジューシー」：出世作
- 「フラバ」
- 「ビッグパパ」
- 「警告」
- 「私は生地を愛する」feat.ジェイZ
- 「お金を得る」
- 「ギミー・戦利品」
- 「誰がショット？」：2Pac射撃事件の前に録音されていたが、事件直後に発売され、ビーフを煽った一曲。
- 「青天井だ」：ビギー最晩年（25歳）の曲。

## 参照
1. ↑  未公開シーン多数など、特典映像多数。
2. ↑  TV Guide
3. ↑  AP Press Statement Video - YouTube